# (400025) 2006 QK2
(400025) 2006 QK2 es un asteroide perteneciente al cinturón exterior de asteroides, descubierto el 17 de agosto de 2006 por el equipo del Near Earth Asteroid Tracking desde el Observatorio del Monte Palomar, Estados Unidos.

## Designación y nombre
Designado provisionalmente como 2006 QK2.

## Características orbitales
2006 QK2 está situado a una distancia media del Sol de 3,953 ua, pudiendo alejarse hasta 4,849 ua y acercarse hasta 3,057 ua. Su excentricidad es 0,226 y la inclinación orbital 1,685 grados. Emplea 2871,32 días en completar una órbita alrededor del Sol.

## Características físicas
La magnitud absoluta de 2006 QK2 es 15,4.